# Argentina Durán
Argentina Durán Fernández (Xalapa, 27 de diciembre de 1996) es una pianista de concierto mexicana. Es la pianista de la Orquesta Sinfónica Nacional de México. Se ha presentado en Estados Unidos, Europa y Asia.

## Formación
Durán, comenzó con siete años sus estudios de piano, bajo tutela de la Maestra Trinidad sanchis , quien fue alumna de Paul Badura Skoda , Josep Colomb  y Hans Graf. 
A la edad de once años, debutó como solista de la orquesta de niños del Centro de Iniciación Musical Infantil (CIMI). 
Ese mismo año ingresó a la Facultad de Música de la Universidad Veracruzana, a los 11 años de edad, ganó primer lugar en el concurso para tocar como solista de la Orquesta Sinfónica de Xalapa, el Concierto en do mayor de J. Haydn, en la sala grande del Teatro del Estado y  Teatro Francisco Javier Clavijero en la ciudad de Veracruz. Se presentó en 4 conciertos didácticos y 1 de gala. 
En octubre de 2012, se presentó como solista de la Orquesta Sinfónica Nacional en el Auditorio Blas Galindo del Centro Nacional de las Artes (CENART), Ciudad de México galardonada dentro del concurso Angélica Morales-YAMAHA. 
En 2015, concluye la licenciatura y es becada por FONCA-CONACyT y Chicago College of Performing Arts de Roosevelt University en Chicago, IL, para estudiar piano performance con el Maestro Jorge Federico Osorio.
Concluye sus estudios de Maestría en interpretación musical de música mexicana de concierto en el Conservatorio Nacional de Música de México.
Le otorgan un doble Doctorado Honoris Causa por parte del Claustrum Doctoralis Universum Vitalis y la Real Academia para la preservación de las culturas y las lenguas madre en España. 
Se ha presentado como solista de la Orquesta Sinfónica Nacional de México, Orquesta Sinfónica de San Luis Potosí, Orquesta Sinfónica de Xalapa Orquesta Filarmónica de la Ciudad de México, Orquesta de Cámara de Bellas Artes, Orquesta Juvenil Eduardo Mata, Orquesta Femenil de México, Filarmónica del Desierto de Coahuila, Orquesta Sinfónica del Instituto Politécnico Nacional, Sinfónica de Colima, Filarmonía Xalapa, Filarmónica de las Artes, Orquesta del Metropolitano de Tampico, Orquesta de cuerdas Eduardo del Pueyo en España, entre otras. Ha colaborado con la Orquesta internacional de las Artes y Sinfónica de Minería, en el Auditorio Nacional. 
Ha sido galardonada en: “Concurso Nacional de Piano Angélica Morales Yamaha” del INBA, en Ciudad de México, “Concurso Internacional de Piano Irina Samodaeva” en Villahermosa, Tabasco, “Concurso Internacional Citta di Barletta” en Italia y con el primer lugar en “Concurso Internacional Monegros 88 Keys” en España.
Fue la profesora más joven de la licenciatura en piano en la Facultad de música de la UNAM, y también es invitada a participar como jurado y a ofrecer máster clases en festivales como: Concurso y Festival jóvenes pianistas en Pasto, Colombia, donde fungió como jurado calificador en 5 ocasiones, Fundación Zaldumbide Rosales en Quito, Ecuador, Festival Internacional de Piano Papantla, Festival Nacional Infantil y juvenil las Notas de Guido, Sociedad Artística Sinaloense, Concurso Latinoamericano América Para Todos, Concurso de Piano Petrof Next, Concurso de Conciertos para Jóvenes Pianistas en Aguascalientes. Junto con la Orquesta Sinfónica Nacional se ha presentado en festivales como El Cervantino.
Fue artista patrocinada por YAMAHA de México y actualmente es patrocinada por pianos PETROF en la República Checa. Cuenta con dos producciones discográfica:  Rapsodia Mexicana y El Sonido de la Plata en todas las plataformas digitales. 

## Internacional
Realiza estudios de Maestría en 2015 en Chicago College of Performing Arts en la ciudad de Chicago, Illinois.
Visita la ciudad de Granada, España, en septiembre de 2017, para tocar en un recital de piano con la “Orquesta de Cuerdas”.
En mayo de 2018, se presenta en Bakú, Azerbaiyán, en el Teatro Rashid Behdudov y en la Academia de música de Bakú. invitada por la Embajada Mexicana.
En 2022 se presenta con María katzarava
en el consulado mexicano en Fresno, California, En Fresno State Universiy..  
En 2022 se presenta con María Katzarava en la Expo Dubai en el Millenium Amphitheater en los Emiratos Árabes invitadas por la Secretaría de Relaciones Exteriores .
Desde 2022 hasta 2025 se presenta cada año en Colombia y Ecuador como jurado y en conciertos dentro del festival y concurso latinoamericano jóvenes pianistas.
En 2024 se presenta invitada por el Consulado Mexicano en Fresno California en un concierto y masterclases en Fresno  City College.
En 2024 graba con Mary Elizabeth BowdenMary Elizabeth Bowden en Los Angeles para Tone Base internacional. 
En 2024 debuta como directora de orquesta con la Orquesta Filarmónica de las Artes. 
En 2024 recibe un Doctorado Honoris Causa por parte del Claustrum Doctoralis Universum Vitalis. 
En 2025 hizo el estreno mundial en México del concierto Op. 10 de Eduardo Florencia compositor ecuatoriano con la Orquesta Sinfónica Nacional en el Palacio de Bellas Artes. 
Es artista patrocinada por la marca Yamaha de México y en 2025 fue firmada por pianos Petrof en República Checa. 